# Litsea subcoriacea
Litsea subcoriacea Yen C. Yang & P.H. Huang – gatunek rośliny z rodziny wawrzynowatych (Lauraceae Juss.). Występuje naturalnie w południowych Chinach – w północnej części Guangdong, południowo-wschodnim Kuejczou, zachodnim Hunanie oraz w północnej części regionu autonomicznego Kuangsi. 

## Morfologia
PokrójZimozielone drzewo dorastające do 7 m wysokości. Gałęzie są nagie i szorstkie.
LiścieNaprzemianległe. Mają kształt od lancetowatego do eliptycznie lancetowatego. Mierzą 5,5–20 cm długości oraz 1,5–5,5 cm szerokości. Nasada liścia jest klinowa. Blaszka liściowa jest o spiczastym wierzchołku. Ogonek liściowy jest nagi i dorasta do 5–30 mm długości.
KwiatySą niepozorne, jednopłciowe, zebrane po 5 w baldachy, rozwijają się w kątach pędów. Okwiat jest zbudowany z 6 listków o owalnym kształcie. Kwiaty męskie mają 9 pręcików.
OwoceMają elipsoidalny kształt, osiągają 15 mm długości i 8 mm szerokości.

## Biologia i ekologia
Roślina dwupienna. Rośnie na terenach skalistych. Występuje na wysokości od 400 do 2000 m n.p.m. Kwitnie od sierpnia do września, natomiast owoce dojrzewają od stycznia do lutego.